# TBS Jen Yintempel
De TBS Jen Yintempel is een boeddhistische tempel van de True Buddha School. De tempel ligt aan de St. Michael Road nr. 66 in Northampton. De tempel is gesitueerd in een gebouw dat ervoor als kerk diende. Sinds 2000 heeft de True Buddha School hier officieel zijn tempel. 